# Demetru Negulescu

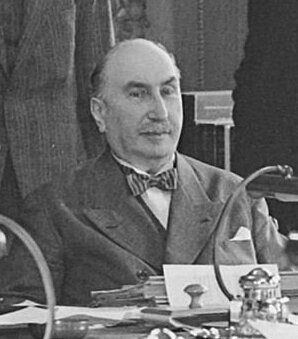
Demetru Negulescu

Demetru Negulescu (* 18. Januar 1875 in Bukarest; † 1950) war ein rumänischer Jurist und Diplomat. Er fungierte von 1901 bis 1930 als Professor an der Universität Bukarest sowie von 1922 bis 1930 als Hilfsrichter und von 1931 bis 1946 als regulärer Richter am Ständigen Internationalen Gerichtshof. Ein Schwerpunkt seines Wirkens war der Rechtscharakter der Gutachten des Gerichtshofs.

## Leben
Demetru Negulescu wurde 1875 in Bukarest geboren und promovierte, nachdem er zunächst einen Abschluss in Mathematik erworben hatte, im Jahr 1900 zum Doktor der Rechtswissenschaften an der Universität Paris. Von 1901 bis 1908 fungierte er als Richter in seiner Geburtsstadt, darüber hinaus wirkte er von 1901 bis 1930 als Professor für Völkerrecht an der juristischen Fakultät der Universität Bukarest. Er unterrichtete außerdem 1936 als Dozent an der Haager Akademie für Völkerrecht und war zeitweise Präsident des Rumänischen Instituts für Völkerrecht sowie Mitherausgeber der Fachzeitschrift Revista de Drept International.
Auf internationaler Ebene vertrat er sein Heimatland bei verschiedenen Konferenzen, so beispielsweise bei der ersten, zweiten und sechsten Sitzung der Versammlung des Völkerbundes, der nach dem Ende des Ersten Weltkrieges gegründet worden war. Während der 1930 in Den Haag stattfindenden Konferenz für die Kodifikation des internationalen Rechts war er stellvertretender Leiter der rumänischen Delegation. Darüber hinaus wirkte er als Mitglied des Komitees, welches das Statut des Ständigen Internationalen Gerichtshofs (StIGH) ausarbeitete. Von 1922 bis 1930 gehörte er dem Gerichtshof als Hilfsrichter (juge-suppléant) an, im September 1930 wurde er zum regulären Richter gewählt. Nachdem er das Amt mit Beginn des Jahres 1931 angetreten hatte, blieb er über das turnusmäßige Ende seiner Amtszeit hinaus am Gericht bis zu dessen Auflösung im April 1946 tätig, da die für 1939 geplanten Richterwahlen infolge des Beginns des Zweiten Weltkrieges nicht stattfanden. Die Aktivitäten des Gerichtshofes wurden allerdings kriegsbedingt im Jahr 1942 eingestellt.
Ab 1923 war Demetru Negulescu Mitglied des Institut de Droit international. Er starb 1950.

## Wirken
Ein Schwerpunkt der Interessen von Demetru Negulescu war der Rechtscharakter der Gutachten des Ständigen Internationalen Gerichtshofs. Er unterschied diesbezüglich zwei Arten von Gutachten: Auf der einen Seite Gutachten, die ohne Bezug zu einem konkreten Rechtsstreit allgemeine Fragen des Völkerrechts zum Inhalt hatten, und auf der anderen Seite Gutachten, deren Ausgangspunkt ein bestehender Konflikt war und bei denen die Beantwortung der zugrundeliegenden Fragen damit der Beilegung des Konflikts gleichkam. Diese Unterscheidung, die beispielsweise hinsichtlich der Möglichkeit der Nominierung von Ad-hoc-Richtern Auswirkungen auf den prozeduralen Fortgang eines Verfahrens hatte und seiner Meinung nach auch den Rechtscharakter der Gutachten beeinflusste, setzte sich nach seiner Analyse allerdings erst ab etwa 1927 in der Praxis des Gerichtshofs durch. In Gutachten, die über die Organe des Völkerbundes gleichzeitig von zwei oder mehr Mitgliedsländern zur Entscheidung über einen Konflikt angefordert worden waren, sah er eine Sonderform, die er als „beratendes Schiedsverfahren“ (consultative/advisory arbitration) bezeichnete.
Für den Rat des Völkerbundes bestand nach seiner Ansicht eine moralische Verpflichtung, die Feststellungen eines Gutachtens zu respektieren und sie umzusetzen beziehungsweise ihnen Folge zu leisten. Auch wenn die Gutachten des StIGH keine unmittelbar rechtsverbindliche Wirkung hatten, sah er in ihnen einen wichtigen Beitrag zur Weiterentwicklung des Völkerrechts. Seine Veröffentlichungen und Kommentare zu diesem Thema, dem er sich auch in seiner Vortragsreihe an der Haager Akademie für Völkerrecht widmete, gelten bis in die Gegenwart als wichtige Referenz für die Gutachten des Internationalen Gerichtshofs (IGH), der nach dem Zweiten Weltkrieg als Nachfolger des StIGH gegründet wurde. Einige der von ihm formulierten Prinzipien sind noch heute grundlegend für die Gutachten des IGH. So sind diese grundsätzlich öffentlicher Natur und können, analog zu den Beziehungen zwischen dem StIGH sowie der Versammlung und dem Rat des Völkerbundes, nur vom Sicherheitsrat und von der Generalversammlung der Vereinten Nationen angefordert worden.

## Werke (Auswahl)
- Teoria poprirei. Bukarest 1927
- L'évolution de la procédure des avis consultatifs de la Cour permanente de justice internationale. Den Haag 1936 und Paris 1937